# الرقيق القيرواني
الرقيق القيرواني ( ؟ – 420هـ، ؟ -1029م) هو أبو إسحاق إبراهيم بن القاسم، المعروف بالرقيق أو ابن الرقيق. مؤرخ أديب من أهل القيروان. كان كاتب الدولة الصنهاجية زهاء نصف قرن، ورحل إلى مصر عام 388هـ يحمل هدية من باديس بن زيْري إلى الحاكم الفاطمي، وعاد إلى وطنه فتوفي فيه على الأرجح.

## حياته
وصفه ابن رشيق القيرواني في كتابه أنموذج الزمان في شعراء القيروان بأنه: شاعر سهل الكلام محكمة، لطيف الطبع، غلب عليه اسم الكتابة وعلم التاريخ وتأليف الأخبار وهو بذلك أحذق الناس. وقال عنه ابن خُلدون في المقدمة: ابن الرقيق، مؤرخ أفريقيا والدول التي كانت بالقيروان. ولم يأت بعده إلا مقلد. ونعته ياقوت في معجم الأدباء بالكاتب، وأورد أسماء كتبه، ومنها: تاريخ إفريقية والمغرب من عدة مجلدات؛ وكتاب النساء ونظم السلوك في مسامرة الملوك.